# Božurnja
Božurnja (en serbe cyrillique : Божурња) est un village de Serbie situé dans la municipalité de Topola, district de Šumadija. Au recensement de 2011, il comptait 588 habitants.
Božurnja est située sur les bords de la Jasenica.

## Démographie

### Évolution historique de la population
| 1948  | 1953  | 1961  | 1971  | 1981  | 1991 | 2002 | 2011 |
| ----- | ----- | ----- | ----- | ----- | ---- | ---- | ---- |
| 1 289 | 1 293 | 1 221 | 1 090 | 1 038 | 850  | 672  | 588  |

|  |